# مرکز پزشکی کانادایی هارگیزا
مرکز پزشکی کانادایی هارگیزا یک بیمارستان در سومالی است که در Maroodi Jeeh واقع شده‌است.